# Złoty Bączek

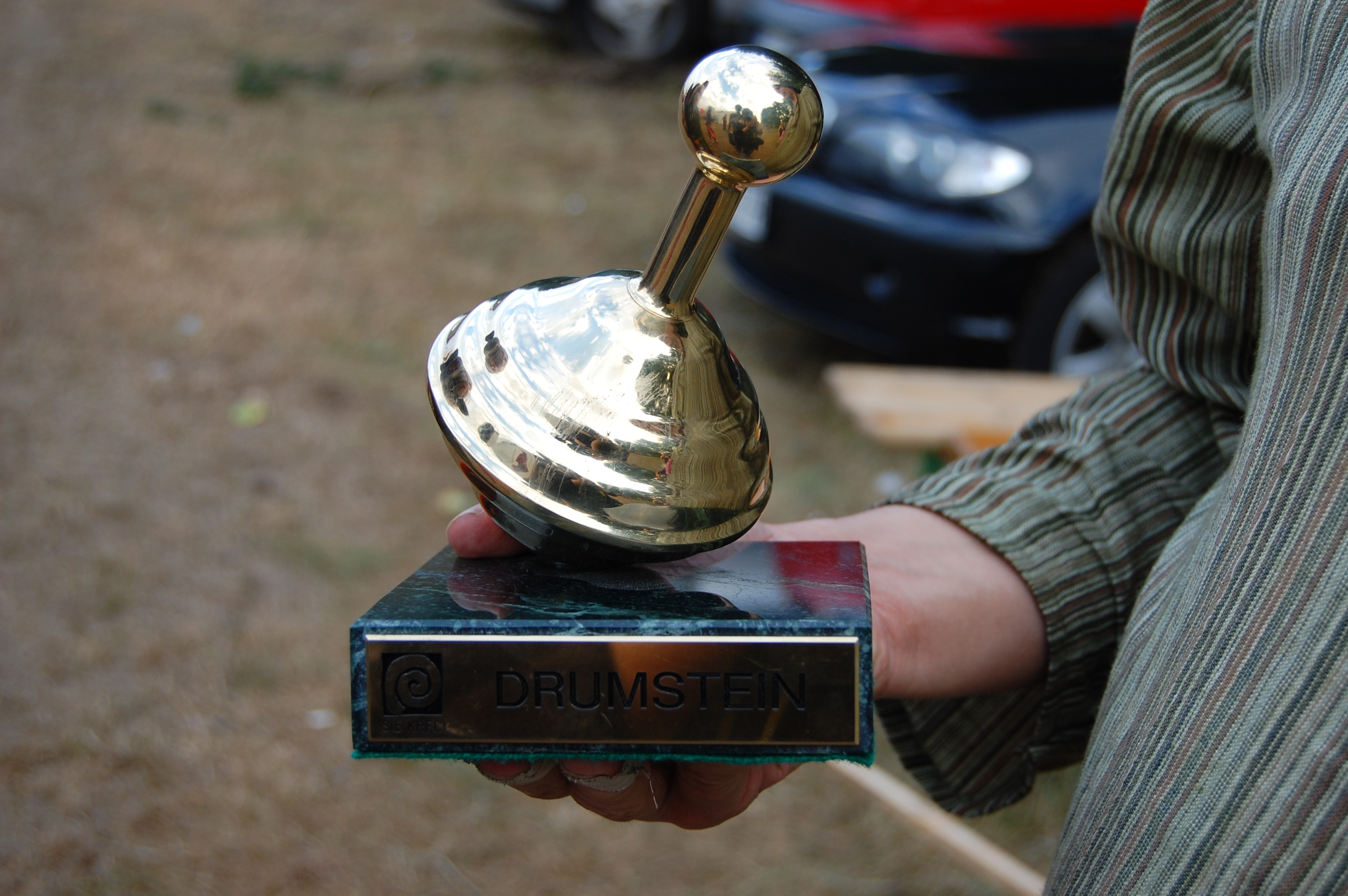
Złoty Bączek przyznany w 2008 roku zespołowi Drumstein

Złoty Bączek – nagroda w postaci mosiężnej statuetki, przyznawana od 1995 roku (z przerwą w latach 2000–2002) zespołom muzycznym związanym z Pol’and’Rock Festivalem (wcześniej znanym jako Przystanek Woodstock). Od 2003 roku zwycięzca wyłaniany jest w wyniku internetowego plebiscytu.

## Historia
„Złotego Bączka” po raz pierwszy przyznano po pierwszej edycji festiwalu w 1995 roku. Od 1996 roku nagroda wręczana jest podczas Festivalu. Autorem pierwszej wersji statuetki, według wstępnego pomysłu Jerzego Owsiaka, był rzeźbiarz i malarz Marek Sierpiński.
Przyznawania nagrody zaniechano w 2000 roku, gdy oficjalnie Przystanek Woodstock się nie odbył. Do tradycji przyznawania Złotego Bączka powrócono w 2003 roku, decydując, że nagrodę otrzyma zespół z największą liczbą głosów (oddawanych przez internet na stronach programu Kręcioła).

## Laureaci nagrody
- 1995 – Quo Vadis, Orkiestra Na Zdrowie[1]
- 1996 – Olej, Ankh[1]
- 1997 – Ankh, Gang Olsena[1]
- 1998 – Acid Drinkers, Carrantuohill (nagroda od Jurka Owsiaka)[1]
- 1999 – Anja Orthodox z zespołem Closterkeller[1]
- 2003 – Sweet Noise[1]
- 2004 – Hunter[1]
- 2005 – Dżem (za najwyższą sprzedaż spośród wydawnictw DVD), Hey[1]
- 2006 – KSU, Lao Che[1]
- 2007 – Coma, Indios Bravos[1]
- 2008 – Acid Drinkers, Drumstein (Złoty bączek sceny folkowej)[1]
- 2009 – Clawfinger, AtmAsfera (Złoty bączek sceny folkowej)[1]
- 2010 – Jelonek, Kochankowie Gwiezdnych Przestrzeni (Złoty bączek sceny folkowej)[1]
- 2011 – Papa Roach (Złoty bączek dla wykonawcy zagranicznego), Enej (Złoty bączek dla wykonawcy polskiego), Arka Noego (Złoty bączek sceny folkowej)[1]
- 2012 – Airbourne (Złoty bączek dla wykonawcy zagranicznego), Luxtorpeda (Złoty bączek dla wykonawcy polskiego), Bethel (Złoty bączek sceny folkowej)[1]
- 2013 – Sabaton (Złoty bączek dla wykonawcy zagranicznego), happysad (Złoty bączek dla wykonawcy polskiego), Kabanos (Złoty bączek sceny folkowej)[1]
- 2014 – Anthrax (Złoty bączek dla wykonawcy zagranicznego), Kamil Bednarek (Złoty bączek dla wykonawcy polskiego), Tabu (Złoty bączek sceny folkowej)[3]
- 2015 – Ska-P (Złoty bączek dla wykonawcy zagranicznego), Coma (Złoty bączek dla wykonawcy polskiego), Trzynasta w Samo Południe (Złoty bączek sceny folkowej)
- 2016 – Modestep (Złoty bączek dla wykonawcy zagranicznego – Duża Scena), Decapitated (Złoty bączek dla wykonawcy polskiego – Duża Scena), Finnegans's Hell (Złoty bączek dla wykonawcy zagranicznego – Mała Scena), Grubson (Złoty bączek dla wykonawcy polskiego – Mała Scena)
- 2017 – Bring Me the Horizon (Złoty bączek dla wykonawcy zagranicznego – Duża Scena), Hey (Złoty bączek dla wykonawcy polskiego – Duża Scena), Nine Treasures (Złoty bączek dla wykonawcy zagranicznego – Mała Scena), Materia (Złoty bączek dla wykonawcy polskiego – Mała Scena)
- 2018 – Amon Amarth (Złoty bączek dla wykonawcy zagranicznego – Duża Scena), Nocny Kochanek (Złoty bączek dla wykonawcy polskiego – Duża Scena), Counterfeit (Złoty bączek dla wykonawcy zagranicznego – Mała Scena), Tabu (Złoty bączek dla wykonawcy polskiego – Mała Scena)[1]
- 2019 – Łydka Grubasa (Złoty bączek dla wykonawcy polskiego – Duża Scena), Dubioza Kolektiv (Złoty bączek dla wykonawcy zagranicznego – Duża Scena)[4]
- 2020 – Kwiat Jabłoni (Złoty bączek dla wykonawcy polskiego), Avatar (Złoty bączek dla wykonawcy zagranicznego)[5]
- 2022 – Dirty Shirt[6]
- 2023 – Kwiat Jabłoni (Złoty bączek w kategorii Duża Scena), Pull The Wire (Złoty bączek w kategorii Mała Scena)[7]
- 2024 – Wojtek Szumański (Złoty bączek dla wykonawcy polskiego), Royal Republic(inne języki) (Złoty bączek dla wykonawcy zagranicznego)[8]